# القوات الجوية الإمبراطورية النمساوية المجرية
القوات الجوية الإمبراطورية النمساوية المجرية رسمياً تعرف بـ القوات الجوية الإمبراطورية والملكية النمساوية المجرية (بالألمانية: Kaiserliche und Königliche Luftfahrtruppen)‏ هي سلاح الجو للإمبراطورية النمساوية المجرية تأسس عام 1893
حتى زوال الإمبراطورية عام 1918 شهدت القوات الجوية الإمبراطورية معارك على الجبهتين الشرقية والإيطالية خلال الحرب العالمية الأولى.

## النشأة
تأسست القوات الجوية الإمبراطورية النمساوية المجرية عام 1893
بفرق مشكلة من المناطيد وخلال الحرب العالمية الأولى أمتكلت القوات الجوية عدة طائرات ألمانية ونمساوية وشاركت في أعمال القتال على الجبهة الشرقية ضد الروس والجبهة الغربية ضد الإيطاليين، حل سلاح الجو بعد سقوط الإمبراطورية النمساوية المجرية عام 1919.